# 박기찬
박기찬(1991년 1월 15일 ~ )은 대한민국의 트로트 가수다. 2015년 뮤지컬 '루나틱'으로 데뷔했다.

## 방송
- 홍디션 (2019) - 우승
- 내일은 미스터트롯 (2020) - Top101
- 최애 엔터테인먼트 (2020) - 1차 탈락

## 음반
- 간질간질 (2017)
- 부릉부릉 (2018)

## 영화
- 열정같은소리하고있네 (2015) - 로미오 멤버 역

## 뮤지컬
- 루나틱 (2015)